# Atonia pinguis
Atonia pinguis är en tvåvingeart som beskrevs av Hermann 1912. Atonia pinguis ingår i släktet Atonia och familjen rovflugor.
Artens utbredningsområde är Peru. Inga underarter finns listade i Catalogue of Life.